# Unieszów
Unieszów (deutsch Berthelschütz) ist ein Ort der Gmina Kluczbork in der Woiwodschaft Opole in Polen.

## Geographie
Unieszów liegt im nordwestlichen Teil Oberschlesiens im Kreuzburger Land. Unieszów liegt rund zehn Kilometer nordwestlich vom Gemeindesitz Kluczbork und etwa 56 Kilometer nordöstlich der Woiwodschaftshauptstadt Oppeln.
Nachbarorte von Unieszów sind im Norden Skałągi (Skalung) und Rożnów (Rosen), im Osten Krzywizna (Schönwald), im Südosten Smardy Górne (Ober Schmardt) und im Nordwesten Brzezinki (Bürgsdorf).

## Geschichte
Das Dorf wird 1405 erstmals als Bürtulschütz erwähnt. 1861 lebten in Berthelschütz 214 Menschen. 1874 wird der Amtsbezirk Schmardt gegründet, zu dem Berthelschütz gehört.
1933 lebten in Berthelschütz 232, 1939 wiederum 212 Menschen. Bis 1945 gehörte das Dorf zum Landkreis Kreuzburg O.S.
Als Folge des Zweiten Weltkriegs fiel Berthelschütz 1945 wie der größte Teil Schlesiens unter polnische Verwaltung. Nachfolgend wurde der Ort in Unieszów umbenannt und der Woiwodschaft Schlesien angeschlossen. 1950 wurde es der Woiwodschaft Oppeln eingegliedert. 1999 kam der Ort zum neu gegründeten Powiat Kluczborski (Kreis Kreuzburg).